# Open Our Eyes
Open Our Eyes är ett musikalbum av Earth, Wind & Fire som lanserades 1974 på skivbolaget Columbia Records. Det var gruppens femte studioalbum. Tre singlar släpptes från albumet, "Mighty, Mighty", "Devotion" och "Kalimba Story". Alla nådde placering på Billboard Hot 100-listan, och "Mighty Mighty" blev den största framgången med en tjugoniondeplacering.

## Låtlista
(upphovsman inom parentes)
1. "Mighty Mighty" (Maurice White, Verdine White) - 3:03
2. "Devotion" (Maurice White, Philip Bailey) - 4:50
3. "Fair But So Uncool" (Rick Giles, Charles Stepney) - 3:39
4. "Feelin' Blue" (Kenny Altman) - 4:28
5. "Kalimba Story" (Maurice White, Verdine White) - 4:03
6. "Drum Song" (Maurice White) - 5:10
7. "Tee Nine Chee Bit" (Maurice White, Charles Stepney, Philip Bailey) - 3:45
8. "Spasmodic Movements" (Eddie Harris) - 1:50
9. "Rabbit Seed" (Maurice White) - 0:31
10. "Caribou" (Charles Stepney, Rick Giles) - 3:25
11. "Open Our Eyes" (Leon Lumkins) - 5:06

## Listplaceringar
- Billboard 200, USA: #15[1]